# Magnetostrikcija
Magnetostrikcija (lat. magnes, genitiv magnetis < grč. Μαγνῆτıς λίϑος: kamen iz Magnezije + kasnolat. strictio: stezanje) je pojava pri kojoj se mijenja duljina tijela načinjenih od feromagnetičnih materijala pod utjecajem magnetskoga polja. Težnja potkovastoga tijela od feromagnetičnoga materijala da se u longitudinalnom magnetskom polju ispravi također se pripisuje toj pojavi. Uzrok je magnetostrikcije promjena kristalne rešetke feromagnetičnoga materijala pod utjecajem magnetskoga polja, jer se njezini dijelovi nastoje postaviti u smjeru magnetskoga polja. Pojava magnetostrikcije iskorištena je u tehnici za produkciju zvučnih valova visoke frekvencije (ultrazvuk) i velikih amplituda s pomoću magnetostrikcijskih rezonatora.
Magnetostrikcija je odgovorna za zvuk kojega proizvode transformatori i drugi uređaji sa željeznim jezgrama koji rade na izmjeničnu struju. To je slična pojava piezoelektričnom efektu. Fizikalne pojave promjene mehaničkih svojstava ili geometrijskog oblika pod djelovanjem magnetskog polja nazivaju se izravnim magnetomehaničkim učincima, a pojave kad se mehaničkim naprezanjem mijenja magnetizacija uzorka nazivaju se inverznim magnetomehaničkim učincima.

## Povijest
Prvi magnetomehanički učinak otkrio je 1842. Joule, ali ga nije znao teorijski objasniti. Nazvan je Jouleovim učinkom ili longitudinalnom magnetostrikcijom. Zaključio je da o materijalu od kojeg je štap napravljen ovisi da li će doći do produljenje (pozitivna magnetostrikcija ili dilatacija) ili skraćenje (negativna magnetostrikcija ili kontrakcije). Smjer promjena duljine ne ovisi o smjeru magnetskog polja, a veličina promjene je funkcija jakosti magnetskog polja. Joule je otkrio i transverzalnu magnetostrikciju. Čak je otkrio da se u longitudinalnom smjeru zbija dilatacija (širenje) kad je u transverzalnom smjeru kontrakcija (skupljanje). Treći magnetomehanički učinak je volumna magnetostrikcija. Feromagnetska kugla u magnetskom polju pokazuje tendenciju smanjenja volumena i povećanja promjera u smjeru polja, a učinak je nazvan form-učinkom. Ostali magnetomehanički učinci su promjene longitudinalne i transverzalne magnetostrikcije.
Joule je uspio pokazati da se željezni štap produžuje u magnetskom polju male jakosti, da s porastom jakosti polja produžeci postaju sve kraći i konačno iščeznu. Povećava li se polje i dalje, željezni štap se počinje skraćivati. Nikal-kobalt pokazuje istu pojavu, ali suprotnog predznaka. Kod magnetostrikcije se javlja histereza. Nanesu li se na apscisu koordinatnog sustava jakosti magnetskog polja H, a na ordinatu relativna produljenja, onda će kod jedne cikličke magnetizacije magnetostrikcija opisati leptirastu krivulju zvanu magnetostrikcijskom histerezom. Kad bi magnetostrikcija bila ovisna o smjeru magnetskog polja, njena histereza imala bi oblik sličan histerezi magnetske indukcije ili magnetizacije.
1858. je Gustav Wiedemann otkrio pojavu mehaničkog uvijanja (torzije) duge feromagnetske žice kroz koju protiče električna struja, na mjestu djelovanja aksijalnog magnetskog polja (stalni ili permanentni magnet). Ta se pojava naziva Wiedemannov efekt. Mehanički utjecaj na magnetostriktivni materijal koji izaziva promjenu magnetskih svojstava (permeabilnosti) naziva se Villari efekt.

## Primjena
Magnetostrikcija je prvo iskorištena za dobivanje ultrazvuka. Ultrazvuk se ranije dobivao samo titranjem nekih piezoelektričnih kristala, npr. kvarca, pobuđivanih elektroničkim oscilatorima. Nedostatak kvarcnih izvora je da ne mogu titrati velikim amplitudama, jer se kristal može razoriti. Uz to, frekvencija ultrazvuka ovisi o dimenzijama kristala. Između mnogih primjena ultrazvuka proizvedenog magnetostrikcijom, može se istaknuti sonar, s pomoću kojeg se mogu otkrivati predmeti pod morem, mjeriti dubina, otkrivati jata riba i dr. 
U laboratorijima za istraživanje poluvodiča su uređaji za magnetostriktivno rezanje i bušenje nezamjenjivo pomagalo. Analogno bimetalima sastavljenim iz dva metala različitih toplinskih koeficijenata rastezanja, mogu se sastaviti i bimetali iz materijala različitih magnetostrikcija. Narinuvši magnetsko polje doći će do različite promjene u duljini komponenti bimetala. Mala razlika u duljini komponenti izazvat će znatnu promjenu kod oblika bimetala.
Zanimljiva je i primjena u tzv. zamkama za pamćenje elektroničkih računala. Bitan dio im je magnetostriktivni vod – dugačka žica od nikla, koja na svakom kraju nosi po jednu specijalno građenu zavojnicu. Pusti li se u jednu zavojnicu električni impuls, nastalo magnetsko polje izazvat će na žici od nikla magnetostriktivnu deformaciju, koja se duž žice pomiče longitudinalni valom. Kad val stigne do druge zavojnice, inducira se u njoj inverznim učinkom impuls obrnutog smjera.
S pomoću magnetostriktivnog lemila, aluminij se može lemiti bez tih poteškoća. Vrući se dio lemila, kojim se lemljivi predmet grije, podvrgava vrlo brzom magnetostriktivnom titranju. Pod takvim se uvjetima na mjestu dodira ne može stvoriti kompaktni sloj oksida i ništa ne sprječava dobro prianjanje legure.
S pomoću magnetostrikcije može se mjeriti debljina stijena ili tražiti defeke u zidovima (kontrola bez razaranja).
Magnetostriktivni davači pomaka uz pomoć Villari efekta se koriste za otkrivanje i snimanje zvučnog vala, koji se koristi za mjerenje pomaka. Na taj način se može mjeriti: pomak klipa servomotra turbinskog kola (hidroelektrana), pomak leptirastih zatvarača (hidroelektrana), kontrola dimenzija pri proizvodnji, pozicija u hidrauličkim cilindrima, oscilacije osovine, deformacije itd.